# CC 40100
 (mai 2019).
Si vous disposez d'ouvrages ou d'articles de référence ou si vous connaissez des sites web de qualité traitant du thème abordé ici, merci de compléter l'article en donnant les références utiles à sa vérifiabilité et en les liant à la section « Notes et références ».
Les CC 40100 sont une série de dix locomotives électriques quadritension de la SNCF. Elles ont été livrées en deux phases, les quatre premières en 1964, les six dernières en 1969-1970.
Ces machines quadritension, les seules de la SNCF à ce jour si l'on exclut les TGV PBKA et certaines rames TGV-TMST du pool Eurostar, ont été conçues pour assurer les services internationaux entre la France, la Belgique, le Luxembourg, les Pays-Bas, la Suisse, l'Allemagne, l'Autriche  et l'Italie. Leur équipement quadri-courant leur aurait en fait permis de parcourir tous les réseaux d'Europe continentale à écartement standard, leur gabarit réduit leur permettant même de rejoindre Londres par le tunnel sous la Manche alors projeté.

## Histoire
Prenant la suite des prototypes BB 30000 pour l'exploitation des liaisons rapides transfrontalières France-Belgique récemment électrifiées, ces machines sont elles-mêmes des semi-prototypes, tant elles ont connu de modifications au cours de la mise au point des 4 premiers exemplaires. Les essais à grande vitesse et dans diverses configurations ont amené les ingénieurs de la DETE (Division des Études de Traction Électrique) à effectuer un grand nombre de modifications techniques, pour apporter des améliorations sur le plan de la stabilité et sur le plan de la fiabilité.
En outre, les performances prévues au cahier des charges ont dû être revues à la baisse, compte tenu des problèmes de fiabilité de certains équipements. Les réducteurs à changement de rapport 240/160 n'ont par exemple pas pu être conservés en raison de la fragilité du système, d'autant que leur utilité fut très réduite par le choix de limiter les trains remorqués à 200 km/h, réservant la grande vitesse au futur TGV.
La silhouette inédite de ces machines inaugurait le profil dit en « nez cassé » au pare-brise inversé dû au styliste Paul Arzens qui a par la suite été appliqué à plusieurs autres séries.
Elle a ensuite légèrement évolué en fonction des modifications techniques apportées.
Les jupes de carénage inférieur ont été supprimées sur les 4 premiers exemplaires après que des inconvénients furent constatés (CC40101 en état d'origine ).
Les cabines de conduites ont aussi été renforcées (montants de vitrages plus épais), et les vitrages d'angles ont été obturés, comme sur la plupart des locomotives de la SNCF de cette époque.
Les six exemplaires finaux sortis en 1969-1970 ont bénéficié de ce retour d'expérience, et ont été fabriqués en intégrant ces différentes améliorations.
Les CC 40100 ont été les premières machines à être équipées d'un dispositif de freinage sans timonerie et à rattrapage automatique d'usure de semelle, le bloc-frein P60, développé par la Compagnie des Freins et Signaux Westinghouse.
La SNCB mit en service à partir de 1973 des locomotives quadritension directement dérivées des CC 40100, afin d'exploiter conjointement avec la SNCF les liaisons TEE Paris-Bruxelles et Paris-Liège-Cologne. Ces six locomotives formant la série 18 ont été assemblées en Belgique par la Brugeoise et Nivelles sur la base de composants fournis par Alsthom.

## Service

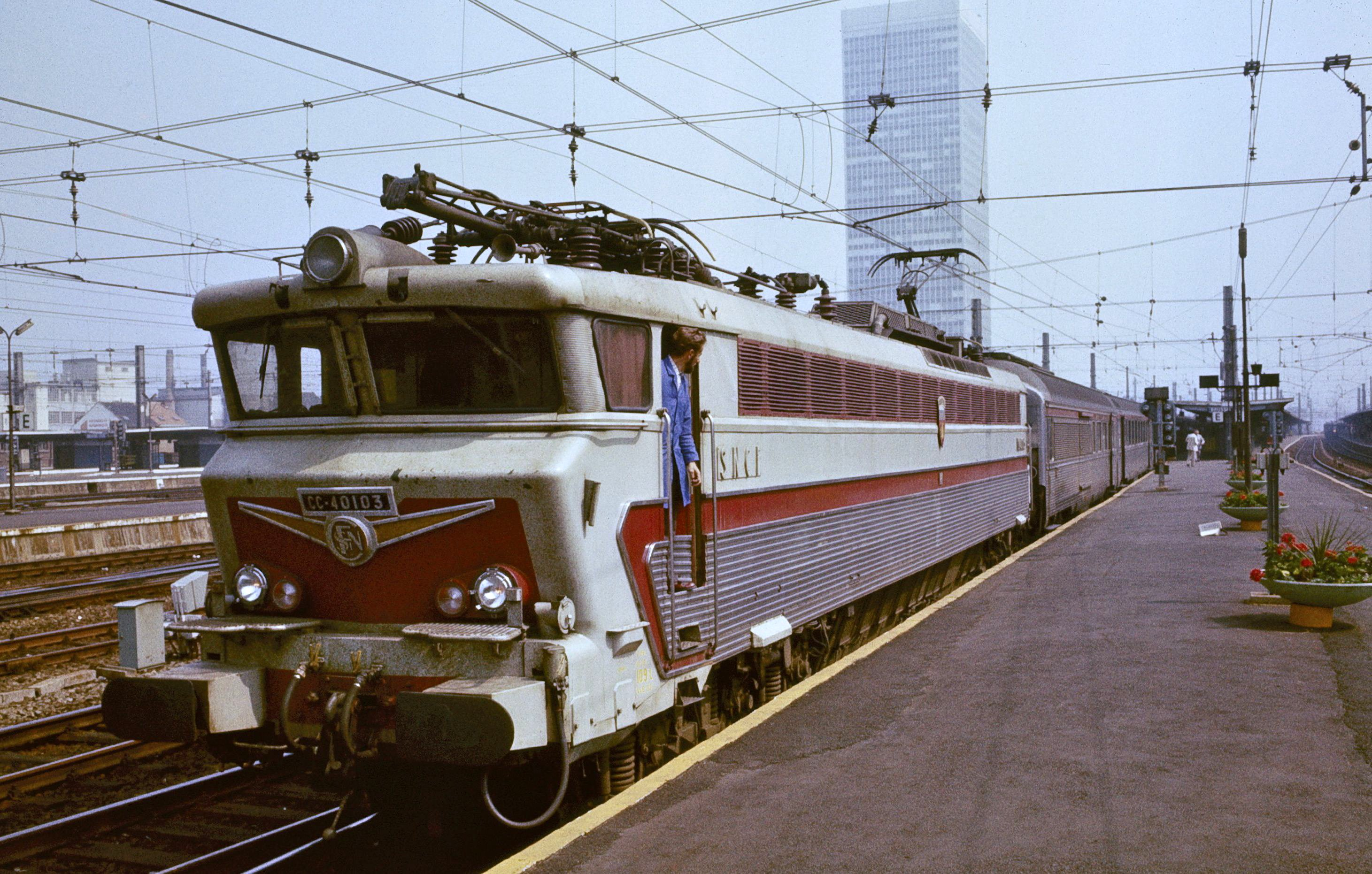
La CC 40103, avec le TEE l'Oiseau Bleu.

Bien qu'équipées pour circuler en 15 kV – 16 ²⁄₃ Hz, les CC 40100 n'ont jamais été utilisées en Allemagne ni aux Pays-Bas en service commercial. Leur équipement 15 kV – 16 ²⁄₃ Hz a d'ailleurs été démonté, en faisant d'elles des locomotives tritension : 3 kV continu (Belgique), 1,5 kV continu (sud de la France et Pays-Bas) et 25 kV – 50 Hz (nord de la France). Pour des raisons plus politiques que techniques, leurs cousines belges de la série 18 ont été pleinement utilisées sur la liaison Liège – Cologne tout au long de leur carrière.
Les CC 40100 ont donc assuré de 1964 à 1996 les trains de voyageurs internationaux entre Paris et Bruxelles (vers Amsterdam) ou Liège (vers Cologne), dont de nombreux Trans-Europ-Express (TEE Brabant, Étoile du Nord, Île de France, Oiseau Bleu, etc.).

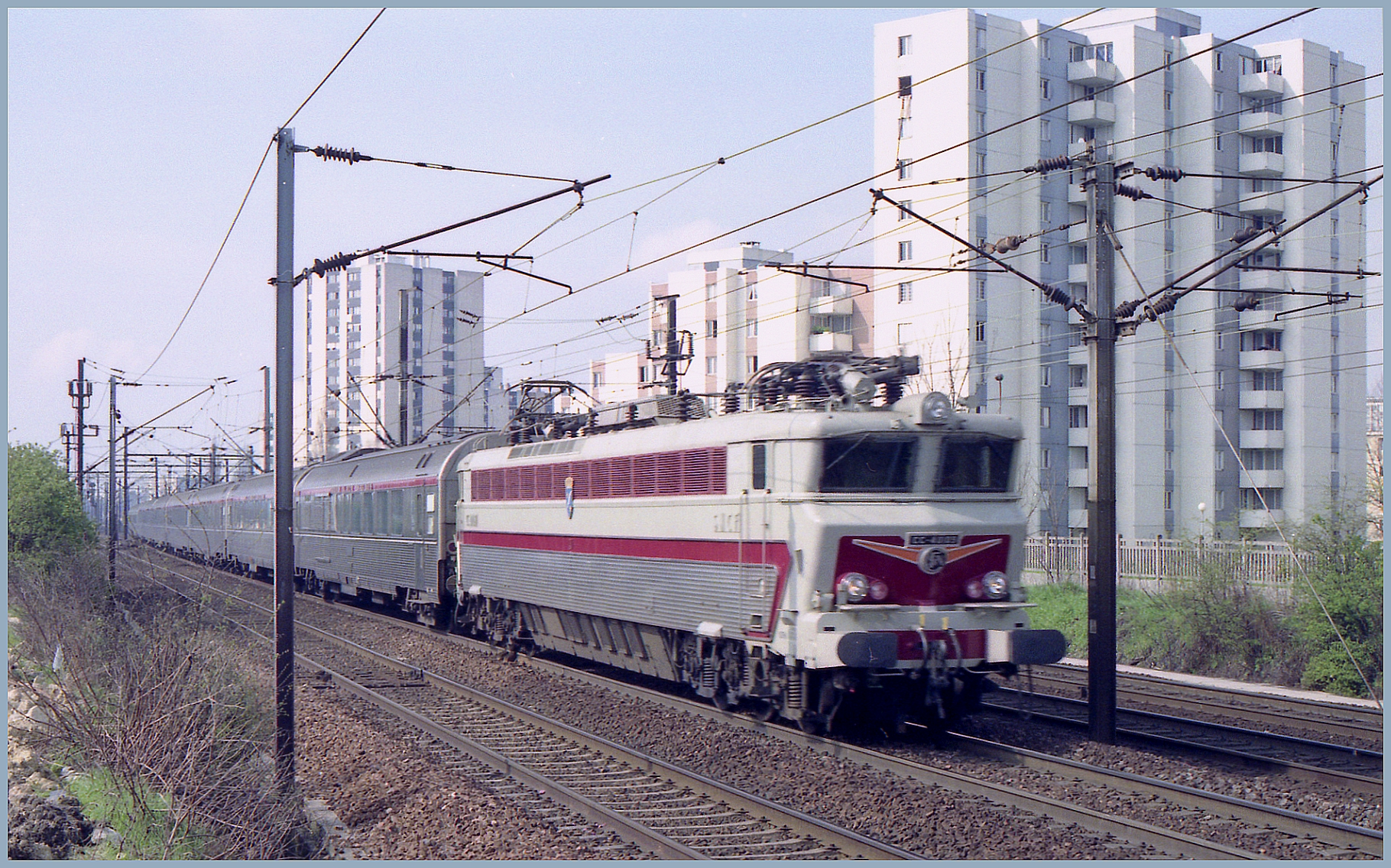
CC 40109 quittant Paris pour Bruxelles en 1993.

Elles ont assuré à certaines époques la traction de trains rapides sur Paris – Lille et Paris – Amiens, et même un aller-retour Lille – Aulnoye. Elles ont sporadiquement effectué la traction de trains de messageries nocturnes entre la France et la Belgique.
Jugées à l'usage insuffisamment fiables et très onéreuses en maintenance (du fait de la technique utilisée pour la diminution de la résistance pour augmenter l'effort de traction de la locomotive, qui avait tendance à fondre), elles ont cédé la place aux Thalys (TGV PBA et PBKA) en 1996.
La CC 40104 avait tout de même parcouru 7 465 470 de kilomètres le jour de son amortissement, le 3 juin 1996.
Pour célébrer la fin de leur service commercial, un voyage spécial en rame TEE Inox a été organisé les 1er et 2 juin 1996, avec les CC 40109 et 40110 qui ont effectué un long périple entre la France, la Belgique, les Pays-Bas, ainsi qu'une incursion en Allemagne (alors que ces deux derniers pays n'avaient jamais accueilli ce type de machines auparavant).

## Parc

### Liste
| Motrices                                                                                  | Mise en service   | Radiation         | Livrée | Dépôts      | Baptême (Date)                    |
| ----------------------------------------------------------------------------------------- | ----------------- | ----------------- | ------ | ----------- | --------------------------------- |
| 40101                                                                                     | 4 mai 1964        | 1er juillet 1995  | Arzens | La Chapelle | Perpignan (27 février 1976)       |
| 40102                                                                                     | 17 juillet 1964   | 28 février 1992   | Arzens | La Chapelle | Menton (18 octobre 1975)          |
| 40103                                                                                     | 4 août 1964       | 28 octobre 1994   | Arzens | La Chapelle | Brioude (1er juin 1975)           |
| 40104                                                                                     | 12 décembre 1964  | 3 juin 1996       | Arzens | La Chapelle | Saint-Jean-de-Luz (19 avril 1975) |
| 40105                                                                                     | 14 mai 1969       | 1er décembre 1995 | Arzens | La Chapelle | Hyères (24 mai 1975)              |
| 40106 (machine d'origine, détruite par collision à un passage à niveau le 2 octobre 1969) | 26 juillet 1969   | 27 octobre 1969   | Arzens | La Chapelle |                                   |
| 40106 (nouvelle machine, construite en même temps que les 1801 à 1806 SNCB)               | 1er novembre 1973 | 2 décembre 1995   | Arzens | La Chapelle | Compiègne (14 juin 1974)          |
| 40107                                                                                     | 4 juin 1969       | 1er juillet 1995  | Arzens | La Chapelle | Bayonne (8 mars 1975)             |
| 40108                                                                                     | 26 juillet 1969   | 3 juin 1996       | Arzens | La Chapelle | Hendaye (12 avril 1975)           |
| 40109                                                                                     | 20 septembre 1969 | 10 octobre 1996   | Arzens | La Chapelle | Cannes (11 janvier 1975)          |
| 40110                                                                                     | 8 avril 1970      | 3 juin 1996       | Arzens | La Chapelle | Nice (1er février 1975)           |

## Machine particulière
La CC 40106 a été détruite peu de temps après sa mise en service en 1969, lors d'une collision avec un poids-lourd sur un passage à niveau, à Lembeek. Elle a été remplacée en 1973 par une nouvelle machine construite par la Brugeoise et Nivelles sur les lignes d'assemblage des machines très similaires de la série 18. La nouvelle machine a repris le numéro 40106 .

## Machines préservées

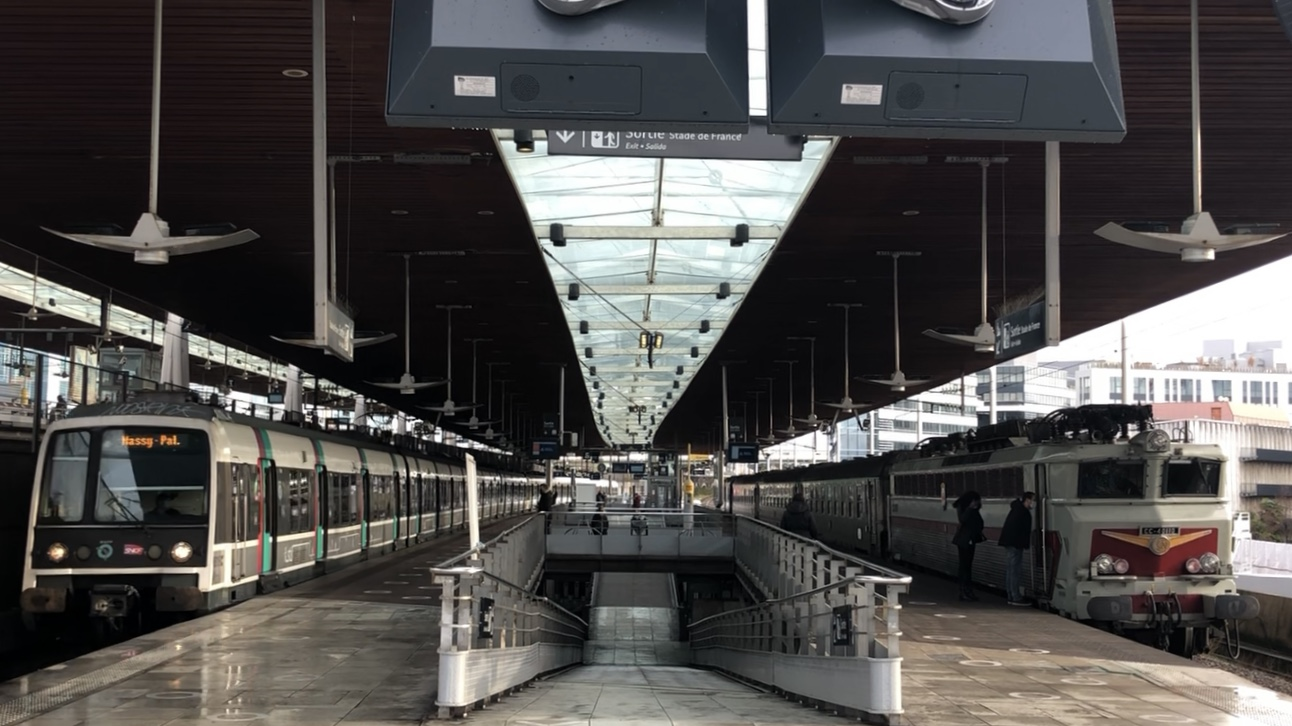
CC 40100 de la MFPN à La Plaine - Stade de France à côté d’un MI 79.

- CC 40101 : exposée à la Cité du train de Mulhouse depuis 2010, après une restauration réalisée par le Centre de la Mine et du Chemin de Fer à Oignies, et une préservation en réserve à l'atelier des rotondes de Mohon.
- CC 40109 : initialement exposée à la Cité du train de Mulhouse, elle a été échangée en 2005 avec la CC 40101, pour être préservée par le Centre de la Mine et du Chemin de Fer à Oignies.
- CC 40110 : la machine appartient au Matériel Ferroviaire, Patrimoine National (MFPN) à Drancy : désormais classée au titre objet des Monuments historiques[4] depuis le 24 février 2010, elle est restaurée et maintenue en état de marche pour remorquer des trains spéciaux.

- La HLE 1805 SNCB est préservée en parfait état par l'association PFT-TSP et visible en son musée du rail à Saint-Ghislain près de Mons (Be).

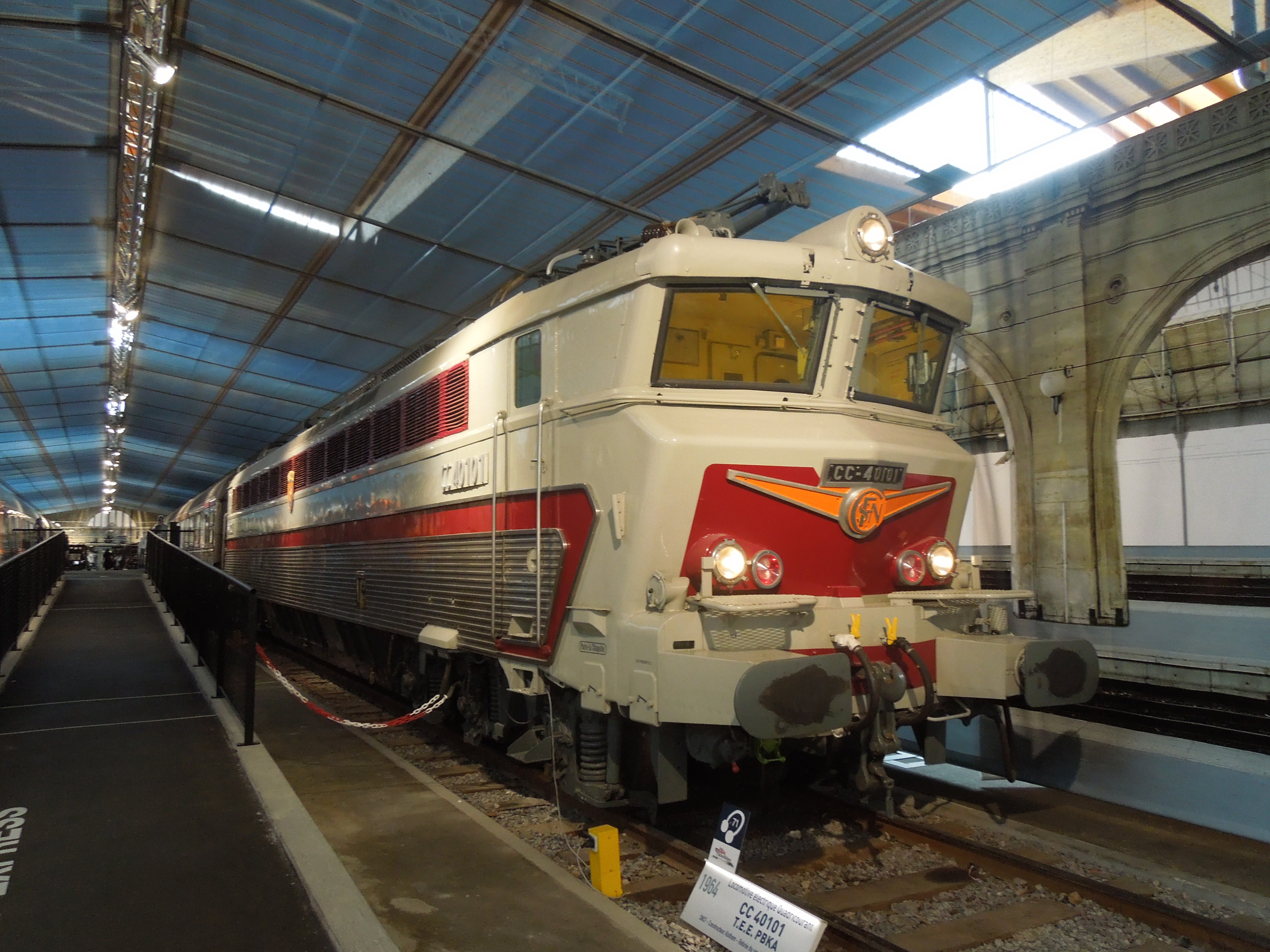
La CC 40101 à la Cité du train.
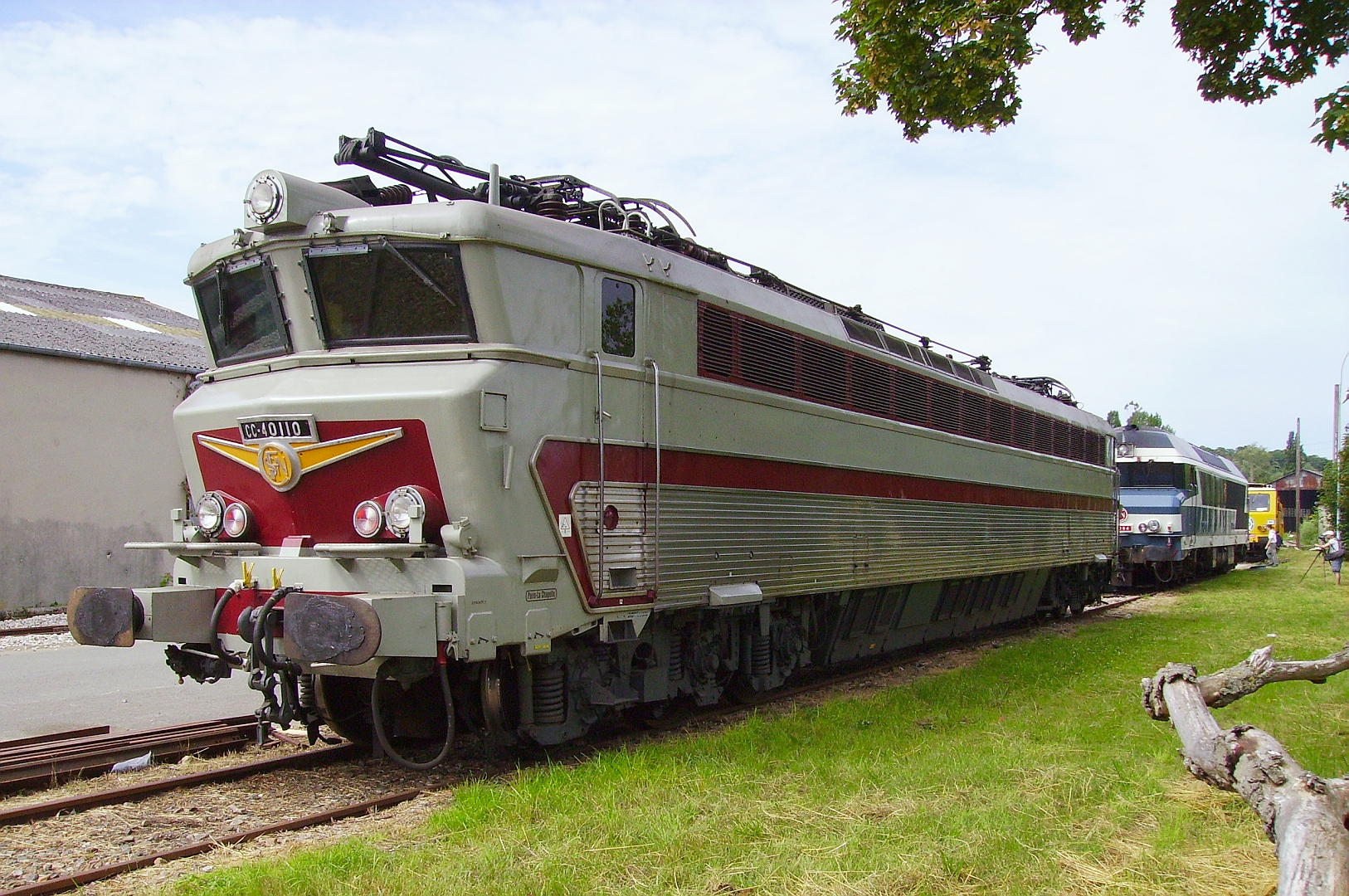
La CC 40110 du MFPN.
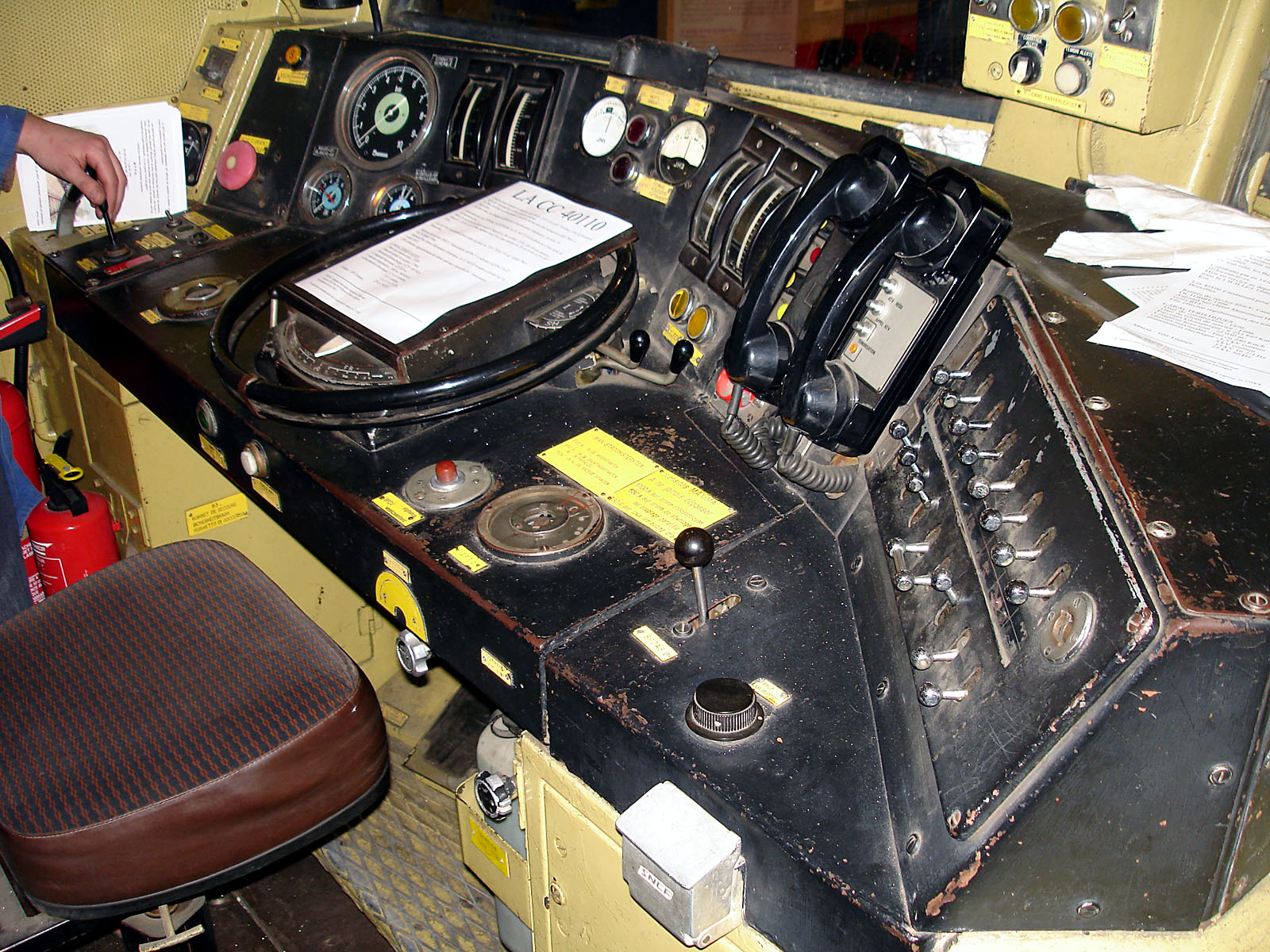
Le pupitre de conduite de la CC 40110.
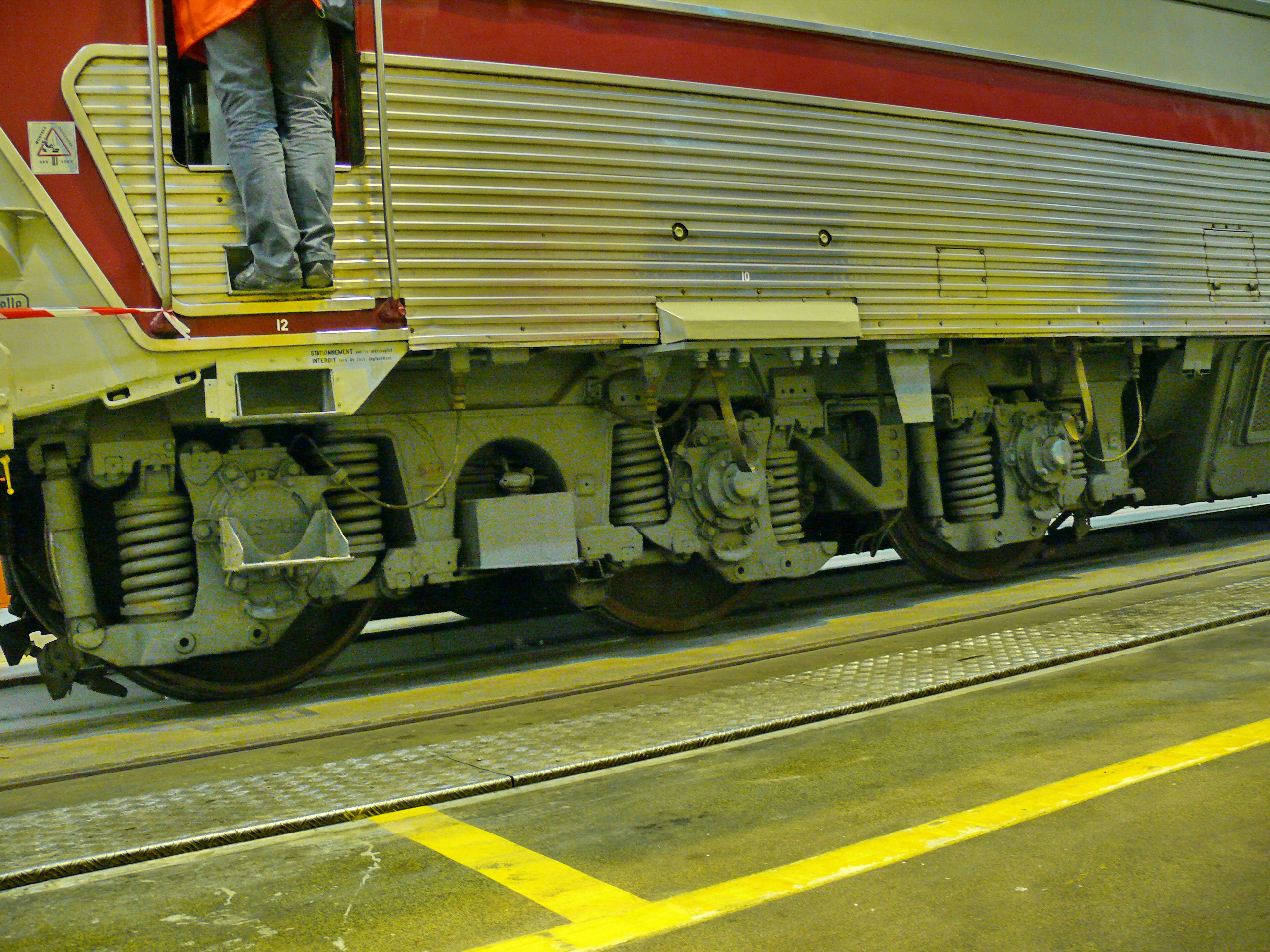
Un des bogies de la CC 40110.

## Modélisme
Cette locomotive a été reproduite à l'échelle HO par les firmes suivantes :
au 1/160e (échelle N) Train Nco (AIM) en 2002
- Gégé : CC 40101, sortie entre 1959 et 1977 [5]
- Troby : CC 40105, sortie entre 1970 et 1985 [6]
- Jouef [7],[8]
  - CC 40101, sortie en 1965
  - CC 40108, sortie en 1976

- Lemaco :
  - CC 40101
  - CC 40108
  - CC 40110
- Lima : CC 40101
- LS Models [9]
  - CC 40101
  - CC 40102
  - CC 40103
  - CC 40105
  - CC 40107
  - CC 40109
  - CC 40110
- Märklin
  - CC 40108, sortie en 2007 [10]
  - CC 40106, sortie en 2009 [11]
  - CC 40101, sortie en 2012 [12]
- Trix
  - CC 40105, sortie en 2007 [13]